# Samuel Iling-Junior
Samuel Iling-Junior, né le 4 octobre 2003 à Islington (Angleterre), est un footballeur anglais qui évolue au poste d'ailier d'Aston Villa.

## Biographie

### Carrière en club

#### Formation à Chelsea
Natif d'Islington, dans la banlieue de Londres, Samuel Iling-Junior est formé depuis 2011 à Chelsea. 
Faisant ses classes au sein du club londonien, il tape dans l'oeil de plusieurs grands clubs européenns, dont notamment la Juventus FC. 

#### Départ pour l'Italie à la Juventus Turin
Le 23 août 2020, Samuel Iling-Junior rejoint Juventus B.  
Montrant de bonnes qualités offensives avec l'équipe réserve, Iling-Junior est appelé avec l'équipe principale et dispute ses premiers matchs en professionnel lors de la saison 2022-2023. 
Le 7 mai 2023, il est titularisé et inscrit son premier but en professionnel contre l'Atalanta (victoire 2-0). 

### Carrière en sélection
En juin 2022, Samuel Iling-Junior est sélectionné en équipe d'Angleterre des moins de 19 ans pour prendre part à l'Euro des moins de 19 ans en 2022.
L'équipe anglaise atteint la finale du championnat continental, après avoir battu l'Italie en demi-finale.

## Statistiques
| Saison                | Club                    | Championnat           | Championnat | Championnat | Championnat | Coupe(s) nationale(s) | Coupe(s) nationale(s) | Coupe(s) nationale(s) | Compétition(s) continentale(s) | Compétition(s) continentale(s) | Compétition(s) continentale(s) | Compétition(s) continentale(s) | Total | Total | Total |
| Saison                | Club                    | Division              | M.          | B.          | P.d.        | M.                    | B.                    | P.d.                  | Comp.                          | M.                             | B.                             | P.d.                           | M.    | B.    | P.d.  |
| 2022-2023             | Juventus FC             | Serie A               | 12          | 1           | 1           | 1                     | 0                     | 0                     | C1+C3                          | 1+4                            | 0+0                            | 1+0                            | 18    | 1     | 2     |
| 2023-2024             | Juventus FC             | Serie A               | 24          | 1           | 2           | 3                     | 0                     | 0                     | -                              | -                              | -                              | -                              | 27    | 1     | 2     |
| Sous-total            | Sous-total              | Sous-total            | 36          | 2           | 3           | 4                     | 0                     | 0                     | -                              | 5                              | 0                              | 0                              | 45    | 2     | 3     |
| 2024-2025             | Bologne FC (prêt)       | Serie A               | 7           | 1           | 0           | 1                     | 0                     | 0                     | C1                             | 8                              | 1                              | 0                              | 16    | 2     | 0     |
| 2024-2025             | Middlesbrough FC (prêt) | Championship          | 9           | 0           | 0           | -                     | -                     | -                     | -                              | -                              | -                              | -                              | 9     | 0     | 0     |
| Sous-total            | Sous-total              | Sous-total            | 16          | 1           | 0           | 1                     | 0                     | 0                     | -                              | 8                              | 1                              | 0                              | 25    | 2     | 0     |
| Total sur la carrière | Total sur la carrière   | Total sur la carrière | 52          | 3           | 3           | 5                     | 0                     | 0                     | -                              | 13                             | 1                              | 0                              | 70    | 4     | 3     |

## Palmarès

### En club
- Juventus FC
  - Vainqueur de la Coupe d'Italie en 2024.

### En sélection nationale
- Angleterre -19 ans
  - Vainqueur du championnat d'Europe des moins de 19 ans en 2022.

- Angleterre espoirs
  - Vainqueur du championnat d'Europe espoirs en 2025.